# J.W.H. Berden
Jacob Willem Hubert Berden (in de literatuur meestal J.W.H. Berden genoemd) (Venlo, 16 februari 1861 – Amsterdam, 28 maart 1940) was een Nederlands architect.

## Leven en werk
Berden was een zoon van de Venlose winkelier Wilhelmus Berden en Christina Hovens. Hij trouwde met Agnes Maria Josephine Ignatia Bakker (1860-1917).
Berden bezocht de hbs in en werkte vervolgens bij architect Kayser in Venlo. Hij vestigde zich in Den Haag, waar hij in 1881 bouwkundig opzichter werd bij het bureau van de Rijksgebouwen voor onderwijs, kunsten en wetenschappen onder leiding van rijksbouwmeester Jacobus van Lokhorst. Collega's van hem waren Johan Frederik Lodewijk Frowein, Johannes van Nieukerken en Jan Vrijman. Berden was verantwoordelijk voor de restauratie van onder andere het Muiderslot, kasteel Heeze, kasteel Moersbergen, kasteel Rechteren en het Groot Kasteel te Deurne.
Naast zijn werk voor de rijksgebouwen was Berden docent aan de Haagse Academie. Samen met Frowein en Van Nieukerken richtte hij in 1884 de 'Nederlandsche Vereeniging tot Bevordering van Kunstnijverheid Arti et Industriae' op. Hij was daarnaast lid van de Haagse Kunstkring. Hij volgde in 1896 Joseph Cuypers op als docent aan de Rijksschool voor Kunstnijverheid en de Rijksnormaalschool voor Teekenonderwijzers, beide gevestigd in het Rijksmuseum. In 1899 volgde hij Jacobus Roeland de Kruijff op als directeur van de Rijksschool, het jaar erop werd hij benoemd tot ridder in de Orde van Oranje-Nassau. Berden bleef aan tot de fusie van beide scholen in 1923.
Hij overleed op 79-jarige leeftijd en werd begraven op Buitenveldert.